# Suning Appliance Group
Suning Appliance Group Co., Ltd. (cinese: 苏宁电器集团有限公司) è una società cinese che investe in diversi settori, da quello dei beni immobili a quello sportivo.
A metà del 2016, Suning Appliance Group è diventato il terzo maggiore azionista di Suning.com per il 15,62% del capitale sociale, dopo che sono state emesse nuove azioni ad Alibaba Group.
Nel 2017, Suning Appliance Group ha investito 20 miliardi di RMB cinesi attraverso la sua controllata Nanjing Runheng Enterprise Management per acquisire azioni in Evergrande Real Estate Group, una consociata di China Evergrande Group.
La società dal 2016 è proprietaria del club calcistico Jiangsu Suning, ma il 28 febbraio 2021 è stato annunciato che le attività dello Jiangsu e dello Jiangsu Ladies sarebbero cessate immediatamente insieme alle squadre giovanili.